# ШСГ-401
Снегоболотоход ШСГ-401 — четырёхгусеничное транспортное средство, предназначенное для перевозки крупногабаритных неделимых грузов массой до 40 тонн (контейнеров, частей буровых вышек и ЛЭП, труб большого диаметра, насосных станций, строительных материалов и т. д.) и строительной и дорожной техники (бульдозеров, экскаваторов, кранов, трубоукладчиков и т. д.) по снежной целине различной глубины и грунтам с низкой несущей способностью (болотистая местность, пески и т. д.) при температуре окружающего воздуха от +40˚С до −40˚С.

## Технические характеристики
- Грузоподъёмность, т 40,0
- Скорость передвижения максимальная, км/ч 15,8
- Давление на грунт без груза/с грузом, кгс/см² 0,19/0,33
- Преодолеваемый подъём, град 30
- Ширина гусеницы, м. 1,5
- Преодолеваемый брод, м 1,8
- Габаритные размеры, м
- длина — 15,73
- ширина (на гусеницах) — 3,86
- высота — 4,32
- Эксплуатационная масса, т 54
- Двигатель ЯМЗ-240НМ2
- Мощность, л. с. — 500
- Ёмкость топливного бака, л. 1000
- Размер грузовой платформы (длина/ширина), м 9,56/3,2
- Погрузочная высота платформы, м 1,8
- Радиус поворота по оси внешней гусеницы минимальный, м 17,0
- Дорожный просвет, м 0,5
- Максимальное усилие тяговой лебедки, кг 20000
- Длина троса, м 63